# الدوري الفرنسي الدرجة الثانية 1973–74
الدوري الفرنسي الدرجة الثانية 1973–74 (بالفرنسية: Championnat de France de football D2 1973-1974)‏ هو الموسم 35 من الدوري الفرنسي الدرجة الثانية. أشرف على تنظيمه اتحاد فرنسا لكرة القدم، وكان عدد الأندية المشاركة فيه 36، وفاز فيه نادي ليل.